# NGC 1018
NGC 1018 è una vasta e lontana galassia lenticolare situata nella costellazione della Balena, a una distanza di circa 626 milioni di anni luce dalla nostra Via Lattea.

## Scoperta
La galassia è stata scoperta nel 1886 dall'astronomo statunitense Frank Muller.

## Descrizione
Data la sua luminosità superficiale pari a 14,25, NGC 1018 può essere classificata come una galassia a bassa luminosità superficiale (nella letteratura in lingua inglese abbreviata in LSB, acronimo di Low Surface Brightness). Le galassie LSB sono galassie di tipo diffuso (D) con una luminosità superficiale inferiore di almeno una magnitudine a quella del cielo notturno circostante.